# Falkenberg (commune)
Pour les articles homonymes, voir Falkenberg.

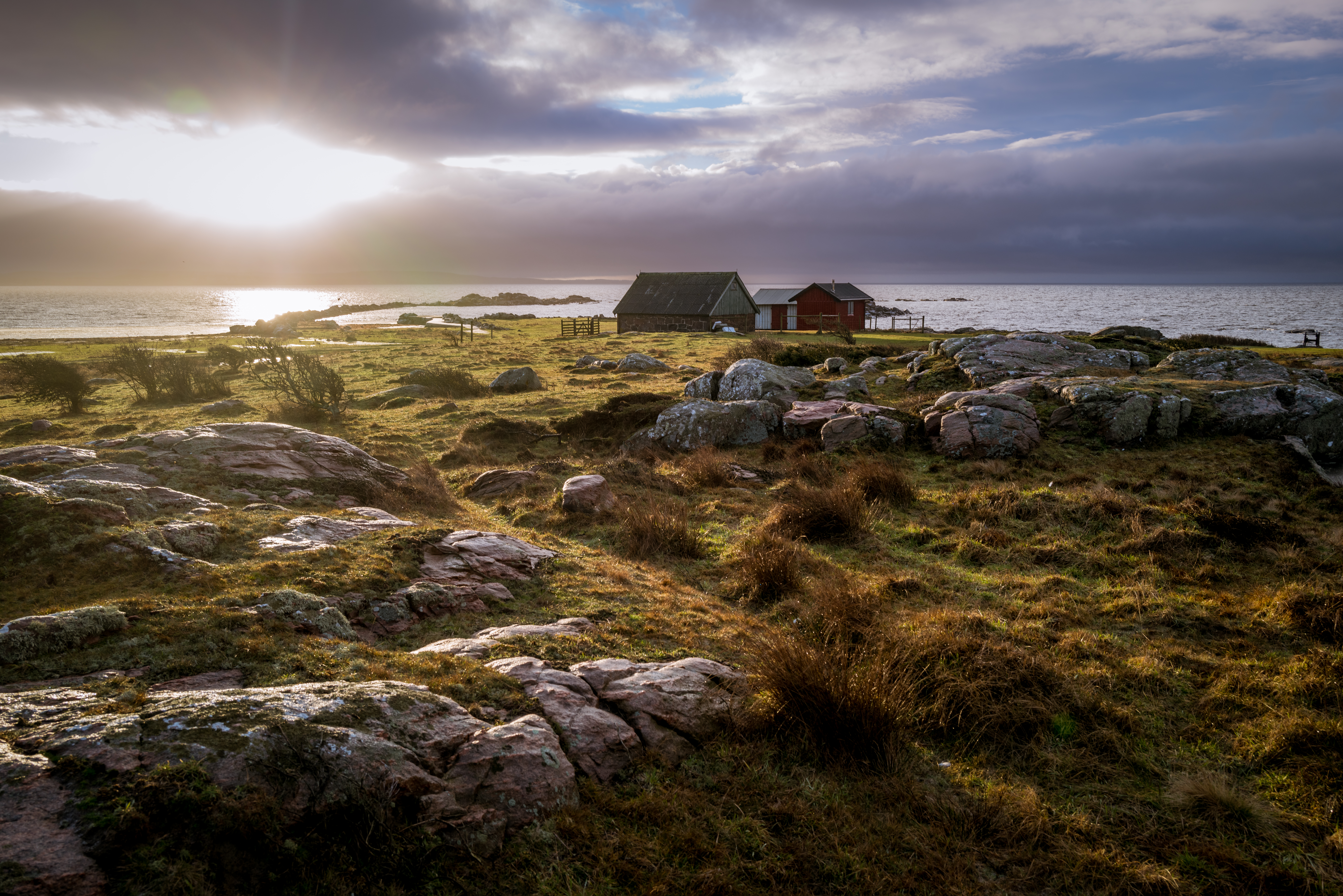
Bâtiments de pêche dans la réserve naturelle de Grimsholmen à Falkenberg. Janvier 2021.

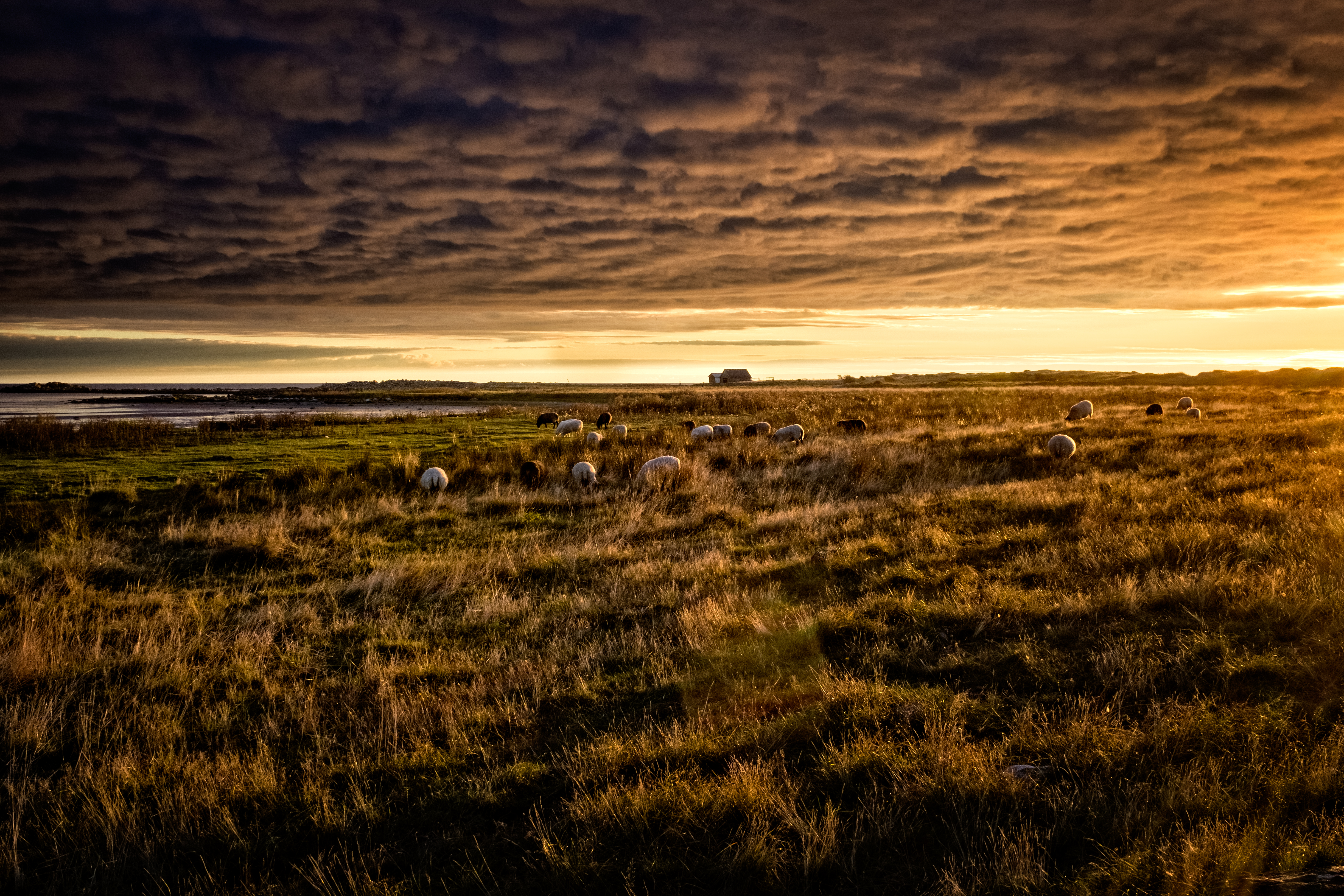
La campagne sous de sombres nuages dans la réserve naturelle de Grimsholmens, à Falkenberg. Octobre 2015.

La commune de Falkenberg est une commune du comté de Halland en Suède. Sa population est de 42 511 personnes. Son siège se trouve à Falkenberg.

## Localités principales
| #  | Localité              | Population | ! # | Localité        | Population |
| -- | --------------------- | ---------- | --- | --------------- | ---------- |
| 1  | Falkenberg            | 28 357     | 11  | Ätran           | 405        |
| 2  | Slöinge               | 1 095      | 12  | Morup           | 331        |
| 3  | Glommen               | 1 085      | 13  | Årstad          | 280        |
| 4  | Vessigebro            | 836        | 14  | Vinbergs kyrkby | 268        |
| 5  | Ullared               | 748        | 15  | Bergagård       | 259        |
| 6  | Vinberg               | 654        | 16  | Fegen           | 242        |
| 7  | Långås                | 584        | 17  | Olofsbo         | 234        |
| 8  | Heberg                | 463        | 18  | Köinge          | 219        |
| 9  | Älvsered              | 441        |     |                 |            |
| 10 | Långasand och Ugglarp | 417        |     |                 |            |

## Sport
- Falkenbergs FF, football
- Falkenbergs BTK, tennis de table
- Falkenbergs VBK, volley-ball

## Personnalités
- Stellan Bengtsson, tennis de table
- Pär Zetterberg, football
- Niclas Alexandersson, football
- Michael Treschow, chef d'entreprise

## Entreprises
- Gekås situé à Ullared